# Uncinia scabriuscula
Uncinia scabriuscula är en halvgräsart som beskrevs av Gerald A. Wheeler. Uncinia scabriuscula ingår i släktet Uncinia och familjen halvgräs. Inga underarter finns listade i Catalogue of Life.